# Los Iruña'ko
Los Iruña'ko (en euskera navarro, los de Pamplona) era un grupo musical de Pamplona (Navarra) que llegó a ser muy conocido, no sólo a nivel local y durante muchos años, sino con una fuerte proyección a nivel nacional e internacional durante las décadas de los años 50 y 60. Llegaron a grabar más de 250 canciones, realizaron conciertos en más de 20 países de Europa y América con más de 2.500 galas y conciertos. Fueron cinco los componentes del grupo: Joaquín Zabalza, Alberto Huarte, Enrique Los Arcos, Enrique Abad e Iñaki Astondoa. Recién incorporado al grupo Abad, y tras las primeras grabaciones, uno de los fundadores del grupo, Josecho García dejó el grupo por motivos familiares y personales. Tras su marcha se unió al conjunto Astondoa; con él quedaba cerrada la formación definitiva hasta su disolución en 1965. 
Algunas de sus grabaciones siguen de actualidad y aún se escuchan, o se interpretan, en eventos como las fiestas de San Fermín, la Javierada o las tardes de fútbol en El Sadar al escuchar el himno oficial del Osasuna.

## Historia

### Precedente: la primera tuna navarra
En 1949, en la Escuela de Comercio y Empresariales de Pamplona se forma la primera universitaria de Navarra. Su director era Josecho García, Joaquín Zabalza era subdirector y Alberto Huarte, jefe de guitarras. Entre otros miembros del conjunto estaba ya también Enrique Los Arcos, acordeonista. Al parecer, pusieron tanta dedicación que en un concurso de tunas celebrado en Madrid el jurado los eliminó «por resultar demasiado profesional».
En 1953, con una tuna que se antojaba "pequeña" ante su empuje, Josecho García, Alberto Huarte y Joaquín Zabalza crean el Trío Iberia. Se vivía un auge de los boleros de la mano de Los Panchos y el nuevo grupo buscaba abrir su propio espacio musical. Por otro lado, en el mismo año de 1953, sonaba fulgurante y fuerte en Pamplona un grupo denominado Los Melódicos, con Kike Los Arcos y su acordeón entre ellos, y con temas de folclore local. Coincidieron con el Trío Iberia en la Rochapea, con ocasión de un concierto benéfico. Pero también coincidieron en el festival en el Teatro Gayarre que Los Amigos del Arte habían organizado donde, además, se dejó oír la voz de un tenor cirbonero para asombro de propios y extraños: Enrique Abad.
En una sucesión trepidante de hitos, superada la fase de boleros, fijan la atención en la música sanferminera inédita para las discográficas. Así, para finales de año, apuestan por dar otro paso y fichan al antiguo compañero de tuna, Kike Los Arcos, para crear entre los cuatro el grupo de Los Iruña'ko.

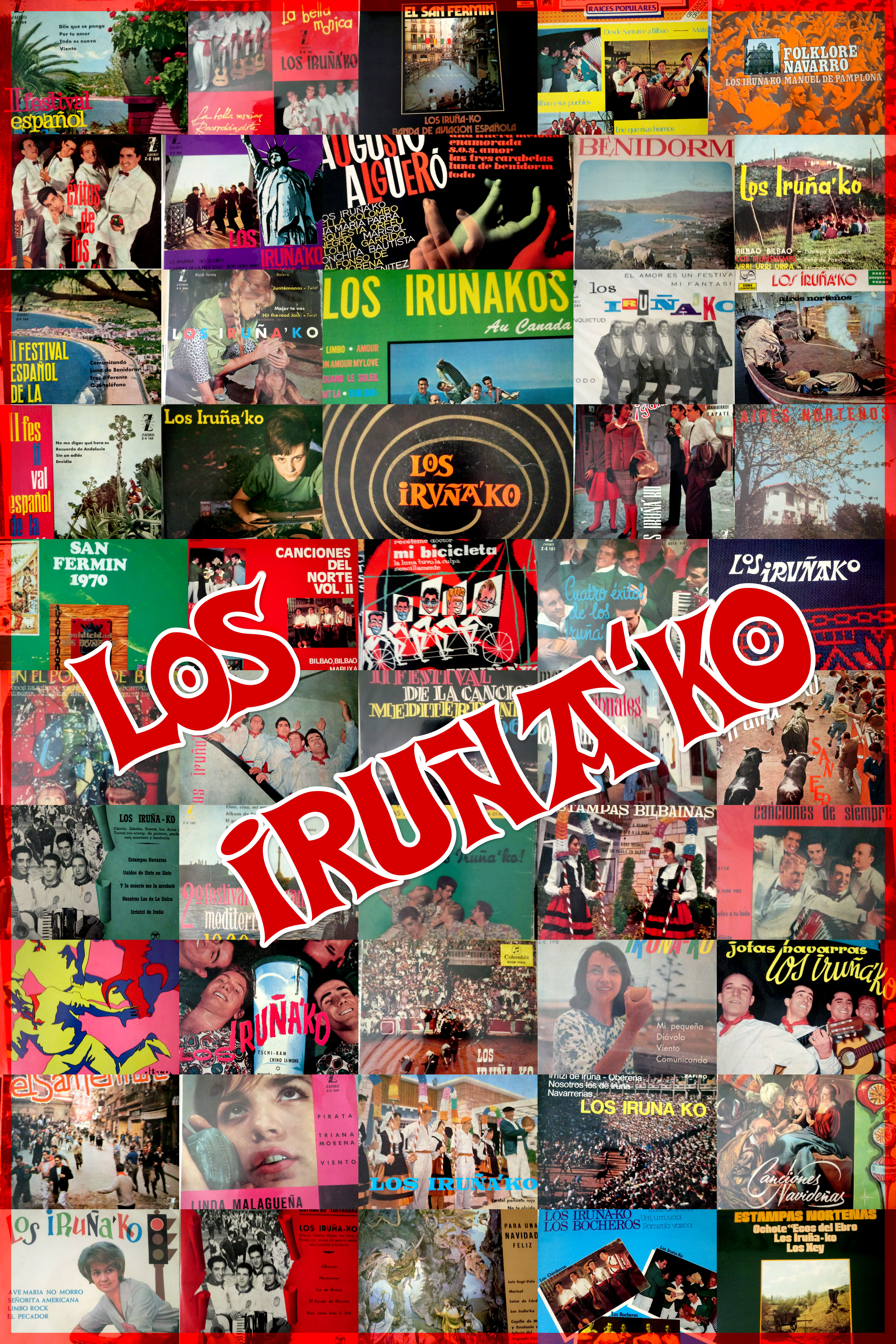
Collage elaborado con carátulas de sus LPs

### Asentando las bases: la primera grabación
Los años de 1954 y 1955 estuvieron focalizados en la investigación, arreglos de música y ensayos. Los himnos de las peñas, junto a otras composiciones sanfermineras fueron objeto de tal interés. Es con esta ocasión cuando se hacen habituales los contactos con el maestro Turrillas autor de la gran mayoría de temas. Y con un repertorio refinado, revisado y maduro se lanzan a recorrer los escenarios festivos de Navarra durante el año 1956.
Este año vendría repleto de acontecimiento favorables. Así, un cronista de El Pensamiento Navarro, Fermín Orzanco, escribía elogiosamente sobre el grupo un 17 de septiembre felicitándose por haber tenido ocasión de escucharles durante las fiestas de Alcoz. Pero también les llega la oportunidad del sello español Discos Columbia, fundada en San Sebastián, con licencia de Columbia Records, y entre cuyos objetivos se encontraba también la grabación de la música floclórica vasca y navarra, etc. El éxito fue pleno: grabaron por primera vez los himnos de peñas sanfermineras como Muthiko Alaiak, Oberena, Irrintzi, La Única, Los del Bronce, Anaitasuna, La Jarana, El Bullicio y Alegría de Iruña. 

#### A San Fermín pedimos
Es durante la grabación del himno de La Única cuando, por necesidades de la discográfica, uno de los estribillos más célebres de las fiestas sanfermineras quedó inmortalizado en vinilo al ser necesario alargar unos segundos tal pieza. Decía así: 

«A San Fermín pedimos
por ser nuestro patrón
nos guíe en el encierro
dándonos su bendición.

Joaquín Zabalza, que además de ejercer de director artístico también realizaba los arreglos, se puso con Enrique Los Arcos a escribir la nueva canción que completaría este primer disco. Según se cuenta en el libro del 50 aniversario, la idea se inspiró en su amigo Miguel Echenique, herido en uno de los encierros. Desde los años 60 del pasado siglo se haría cotidiano —hasta la actualidad— en los mozos de la Cuesta de Santo Domingo cantar tres veces al santo este estribillo minutos antes del inicio de cada encierro.
Las emisoras navarras pusieron infinidad de veces tales discos contribuyendo enormemente a acrecentar la fama y éxito del nuevo grupo pamplonés. Tal crecimiento conllevó la incorporación de un quinto miembro al grupo: el tenor cirbonero Enrique Abad, jotero consumado que había conquistado el primer puesto en ocho ediciones de campeonatos navarros de jotas.
Las sesiones de ensayos realizadas durante estos tres años fueron habituales en casa de Alberto Huarte, es decir, el hogar de José María Huarte Jaúregui, su padre, por el cual acudían a los ensayos el maestro Fernando Remacha, Luis Morondo y otras amistades del padre.
En un momento dado de esta etapa, hacia 1957, uno de los fundadores, Josecho decide abandonar el grupo por motivos personales. Buscando quien pudiera sustituirle el resto del grupo optó por Iñaki Astondoa, miembro del Trío Guanacay y del Orfeón Pamplonés. No era, en absoluto, un desconocido del resto de miembros puesto que en los mismos concursos organizados por Los Amigos del Arte donde habían participado Astondoa había ganado en diversas modalidades. Lejos de una mera sustitución, la entrada de Iñaki aportará el añadido de una personalidad excepcional como showman y maestro de ceremonias que supondrá sobre el escenario todo un aliciente para el conjunto. Más cuando la puesta en escena y la coreografía eran aspectos innovadores para la época que los Iruña'ko cuidaron y prepararon especialmente.

### Ampliando horizontes: Luis Sagi-Vela
Tras recorrer le geografía de Navarra y parte del País Vasco durante estos años atrás, el 16 de agosto de 1959 enfilan decididos hacia Madrid haciendo una triunfal escala en Valladolid. Tras un duro primer mes donde los ahorros se consumían y las actuaciones no llegaban, inician el 15 de septiembre una serie de actuaciones de las que la prensa, haciéndose eco, no escatimaba en críticas positivas. En una kermesse celebrada en Chamartín, el fundador del sello discográfico Zafiro y barítono Luis Sagi-Vela quedó prendado de la actuación del quinteto. Como director artístico vio una oportunidad y no dudó, tras volverles a escuchar, en ofrecerles un contrato de dos años a cambio de grabar 100 canciones.
Zafiro les dio la oportunidad de participar con la Orquesta Maravella, con la de Augusto Algueró y con la del Maestro Navarro.
Paralelamente, consiguieron actuar en las salas de fiestas Casablanca (se convirtió en su centro de operaciones actuando a diario) y J’Hay, en Madrid y en la emisora de radio La Voz de Madrid, en el programa Cabalgata de Fin de Semana, en Radio Madrid, en Radio Intercontinental y en Televisión Española, y ser presentados por los locutores Bobby Deglané, José Luis Pécker, Ernesto Lacalle y Antolín García.
Actuaron también en la sala de fiestas Emporium, de Barcelona y terminaron haciéndolo en el II Festival de Benidorm, organizado por la Red de Emisoras de España y emitido por radios de Portugal, Francia e Italia. En este festival consiguieron el premio a la mejor interpretación ex aequo con Elvira Quintillá. 

### Salto internacional: Europa y América
A raíz de este éxito consiguieron contratos en otras ciudades españolas, en Portugal y en Estocolmo. 
El empresario mexicano Jorge Heredia Mendieta siguió la trayectoria de Los Iruña’ko y les propuso actuar en México, hacia donde viajaron el 15 de noviembre de 1961. Ocho días después de su llegada ─tras hacer escalas y actuaciones en Bruselas, Lisboa y Nueva York─ actuaron en el Nuevo Social Club de México DF, llegando a compartir espectáculo con The Platters en muchas ocasiones.
También en 1962 se desplazaron a Puerto Rico para actuar en varias ciudades, desde mayo hasta septiembre. El 4 de septiembre se desplazaron a Argentina y, posteriormente, a Uruguay. El día 18 de noviembre de 1962 se desplazaron a Nueva York y a Washington. En esta su ciudad natal de Alberto Huarte se reencontró con su madre y su hermano John, a los que no veía desde hacía 32 años. 
El día 16 de febrero de 1963 volaron hasta Canadá, donde permanecieron hasta junio. Posteriormente volvieron otra vez a Nueva York, con desplazamientos, ya en 1964, a Tucson. Y vuelta a México, El Salvador, Nicaragua, Panamá, Costa Rica, Colombia, Venezuela, Puerto Rico, Curaçao y otra vez a Canadá. 

### Regreso a España y disolución
El día 6 de marzo de 1964 volvieron a España para actuar en varias ciudades, regresar a Pamplona y despedirse actuando en Pamplona y varios lugares de Navarra. 
En 1965, por cansancio y el abandono de la familia que suponía estar tanto tiempo fuera de casa, según sus declaraciones, anunciaron su disolución. Regresaron a España el 6 de marzo de 1964, se tomaron un mes de descanso y a partir del mes de mayo realizaron una gira musical por España (Pamplona, Madrid , Bilbao, León, Manresa, Alicante, Santander, Orihuela, Onteniente, Morella, Sueca, Ponferrada, Barcelona, Sitges, Villava, etc.), grabando un disco y actuando en TVE (Gran Parada). En octubre inician una gira pequeña con el Dúo Dinámico, Chicho Gordillo y Gelu, actuando en Barcelona, Burgos, Pamplona, San Sebastián, Irun y Bilbao, dando por finalizada su participación al tener comprometida una gira por los países nórdicos, con el empresario danés Volmer Sorensen. La gira tuvo lugar durante los meses de noviembre, diciembre de 1964 y enero de 1965 con actuaciones en TV, teatros, salas de fiestas y hoteles de Dinamarca, Islandia, Finlandia.
Cuando regresan a Pamplona el día 25 de enero,  Los Iruña´ko y su representante, se reúnen para tratar sobre el futuro del grupo al existir diferentes posturas, pero la resolución final es la de disolver el grupo Los Iruña´ko, una decisión dolorosa ya que el grupo se encontraba en un buen momento profesional, y con contratos importantes, tanto en España como a nivel internacional (Europa y América).
La despedida de los escenarios Los Iruña´ko la realizan en Tudela en el Cine Moncayo al haberse comprometido a participar en un festival benéfico en favor de los necesitados del barrio de Lourdes de Tudela siendo el día 1 de febrero de 1965 su última actuación como profesionales. 
Después han tenido actuaciones por diversos motivos como en 1980, en la Plaza del Ayuntamiento de Pamplona, organizado por el Ayuntamiento, donde les pusieron el pañuelo de la ciudad de Pamplona; o como en 1991 que se volvieron a reunir para actuar en la fiesta de las Cofradía del Pimiento del Piquillo de Lodosa y del Espárrago de Navarra. Finalmente en el año 2003, en el Teatro Gayarre, tuvo lugar su última actuación organizada por el Ayuntamiento de Pamplona con ocasión de un Homenaje a Los Iruña´ko en su 50 aniversario.

## Miembros

### Alberto Huarte
Alberto Huarte Myers (Washington, 18 de octubre de 1926 - Pamplona, 29 de julio de 2011). Miembro de una familia pamplonesa muy arraigada con la cultura musical, su abuelo Alberto Huarte era amigo personal de Sarasate mientras que su padre, José María Huarte era concertista y profesor de violín. Su madre, Elena Myers, alumna al principio de su padre, fue después profesora en la Universidad de Harvard.
Antes de cofundar Los Iruña´ko, había obtenido el título de perito y profesor mercantil pasando por la tuna y el Trío Iberia. 

### Joaquín Zabalza
Joaquín Zabalza Borruel (Pamplona, 16 de agosto de 1932 - Pamplona, 11 de marzo de 2005). Nacido en una familia plenamente implicada con la música, su padre Cándido era secretario de la Coral de Cámara. Fue alumno de la Academia de Música, integró la Rondalla de Aoiz y formó parte de la tuna donde coincidió con Alberto Huarte y, posteriormente, en el Trío Iberia. Su amistad con Alberto fue tan grande que ambos se casaron el mismo día en una ceremonia conjunta.
Sabía tocar más de una decena de instrumentos aún siendo tenor segundo, aunque la guitarra, el bajo y la pandereta fueran los más habituales.

### Kike Los Arcos
Enrique Los Arcos Garayoa (Pamplona, 2 de febrero de 1933 - Pamplona, 6 de agosto de 2023). De familia numerosa, con ocho hermanos, la dura posguerra llevó a que durante cuatro años viviera en Espronceda con unos tíos suyos. Aprendió con su tío Juanito a tocar el acordeón mientras trabajaba en el negocio familiar la Librería Los Arcos. Integrando varios grupos con los que recorría diferentes localidades de Navarra fue fichado por Los Iruña'ko, a quienes ya conocía por coincidir en algunas actuaciones.

### Enrique Abad
Enrique Abad Virto (Cintruénigo, 27 de enero de 1933 - Pamplona, 14 de abril de 2019). Era el mayor de tres hermanos del matrimonio formado por Marcelino Abad y Pilar Virto. Heredó de su madre la afición por la jota navarra desde niño. En 1947 empezó a estudiar música con el director de la Banda de Música de Cintruénigo y en 1950 continuó con el director del coro y organista de la parroquia San Juan Bautista de Cintruénigo al incorporarse al coro hasta el curso 1956-57. Es entonces cuando se incorpora a Los Iruña´ko. 
En estos mismos años trabajaba en el taller de fontanería de su padre al mismo tiempo que durante su tiempo seguía cantando jotas. Esta afición le llevó a proclamarse ocho veces campeón navarro de jotas, siete en categoría individual y una por parejas.
Se casó con Pilar Cornago y el matrimonio tuvo 8 hijos. «Fue, quizá, el miembro del quintento que más sufrió la disolución del grupo tras su éxito en América.»

### Iñaki Astondoa
Ignacio Astondoa García (Pamplona, 12 de septiembre de 1936-Mount Vernon (Nueva York), 13 de febrero de 2019). Su contacto con la música se inició a los seis años en el coro de la Parroquia de San Lorenzo de Pamplona donde aprendió, además, religión, gramática y latín. Su padre le matriculó en la Academia de Música donde inició estudios de violín. Tres años más tarde se matricula en el Instituto Ximenez de Rada donde conocerá a Miguel Leoz con quién se proclamará varios años campeón de jotas infantiles en los concursos organizados por Los Amigos del Arte. Ambos se integrarán en la Escolanía de San Antonio y luego en el Orfeón Pamplonés. Se integró en Los Iruña'ko en 1957 sustituyendo a Josecho García. Una placa en su casa natal recuerda en Pamplona al vocalista del grupo, conocido entre sus compañeros como "El Rubio".

### Josecho García
José Antonio García Ruiz (Pamplona, 1928-29 - ibid., 5 de noviembre de 2018). Fue uno de los creadores del grupo que tuvo que abandonar por motivos personales.

## Curiosidades
Entre las muchas anécdotas y curiosidades que rodearon al grupo durante sus nueve años de vida destacar algunas:

## Discos y canciones destacadas
De entre los más de doscientos discos que grabaron destacar algunos como:
- Los Iruña'ko (1956-1957). Disco grabado en San Sebastián por Columbia S.A. donde el solista es todavía Josecho García.[13]

- ¡Viva San Fermín! (1958).[14]
- Estampas Navarras (1959).[15]
- Éxitos de Los Iruña'ko (1960).[16]
- Canciones de siempre (1960).[17]
- Los Irunako. Au Canada (1963).[18]
- Folklore Navarro (1970).[19]
- Aires Norteños (1973).[20]

- Los Iruña'ko cantan a Javier y a Navarra (2005) editado por la Fundación Caja Navarra, con 28 temas.[21]

## Premios
- En 1960, II Festival de la Canción de Benidorm, Primer Premio en Interpretación.
- En 1961, III Festival de la Canción de Benidorm, Premio al Mejor Ritmo.
- Gallico de Oro de Napardi (24 de junio de 1994).[22]
- Reyno de Navarra de Turismo (2008).[23]
- Cruz de Carlos III el Noble (2019).

## Homenajes
- En 1991 el realizador Alfonso Segura López de Dicastillo, «pionero de la puesta en marcha del Canal 13 en Costa Rica y es Premio Internacional de Periodismo "Ayuntamiento de Pamplona" en la modalidad de vídeo, autor de obras de teatro y ha dirigido durante varios años de la representación del Misterio de Obanos»,[24] con la empresa SP Estudios, guion de Carmen Nadal, documentación de Joaquín Zabalza y edición de Txema Álava, realizan una producción audiovisual que recoge la historia de los Iruña'ko.[25]
- Dispararon el segundo cohete de las Fiestas de san Fermín de 2003.
- En noviembre del mismo año dieron su último concierto en el Teatro Gayarre de Pamplona. Un año después, la Fundación Caja Navarra lanzó un disco recopilatorio aunque en la presentación ya faltó Joaquín que había fallecido unos meses antes.
- En 2023 el Ayuntamiento de Pamplona, en un acto organizado con los familiares de los miembros del grupo, dedicó una vía al grupo, el Parque "Los Iruña'ko", en el barrio de Azpilagaña. Muy cerca del mismo se encuentra también el Parque del Orfeón Pamplonés, al otro lado de la avenida de Zaragoza, y la rotonda de Sabicas. Durante la ceremonia la jotera Mari Cruz Corral, con Jokin Zabalza a la guitarra, interpretó la jota «Que hizo a San Fermín llorar», un pieza habitualmente interpretada durante la procesión de San Fermín, cada 7 de julio, en una tradición impulsada por el grupo hace más de 30 años.[26][27]

Inauguración del Parque &quot;Los Iruña'ko&quot;
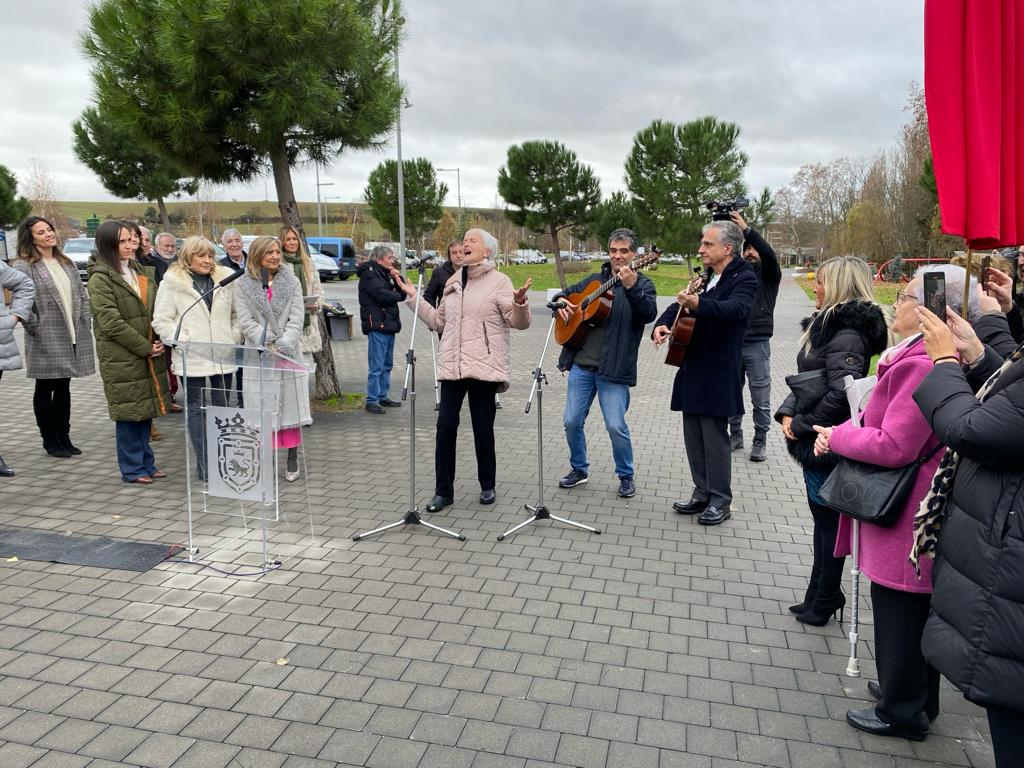
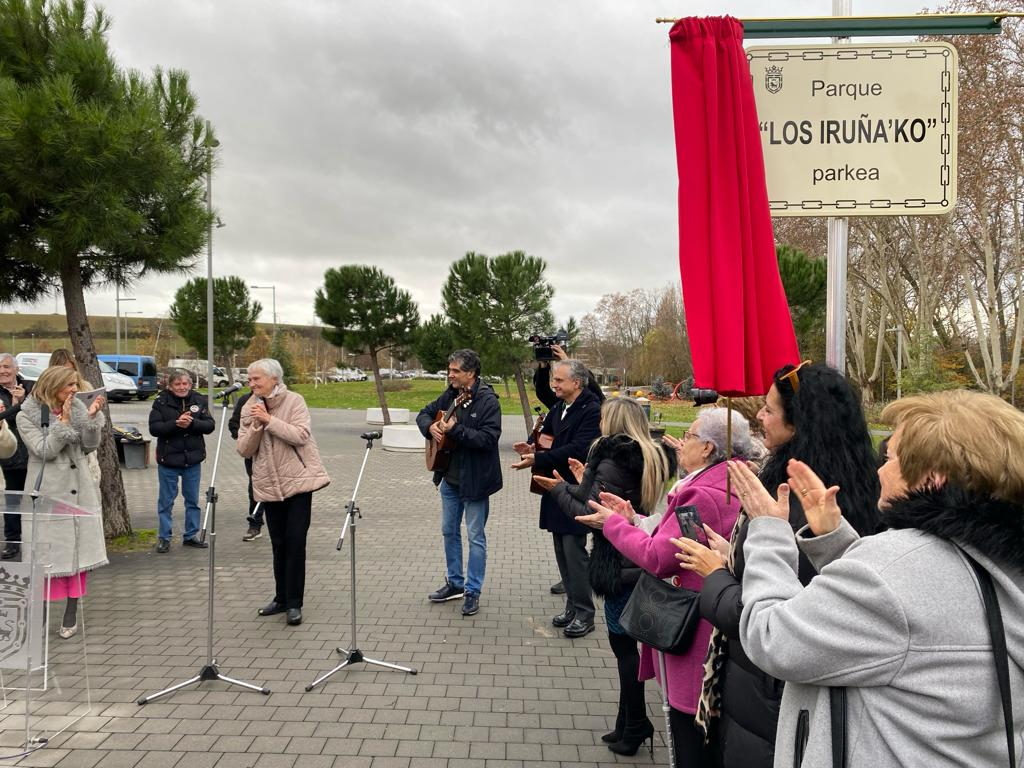
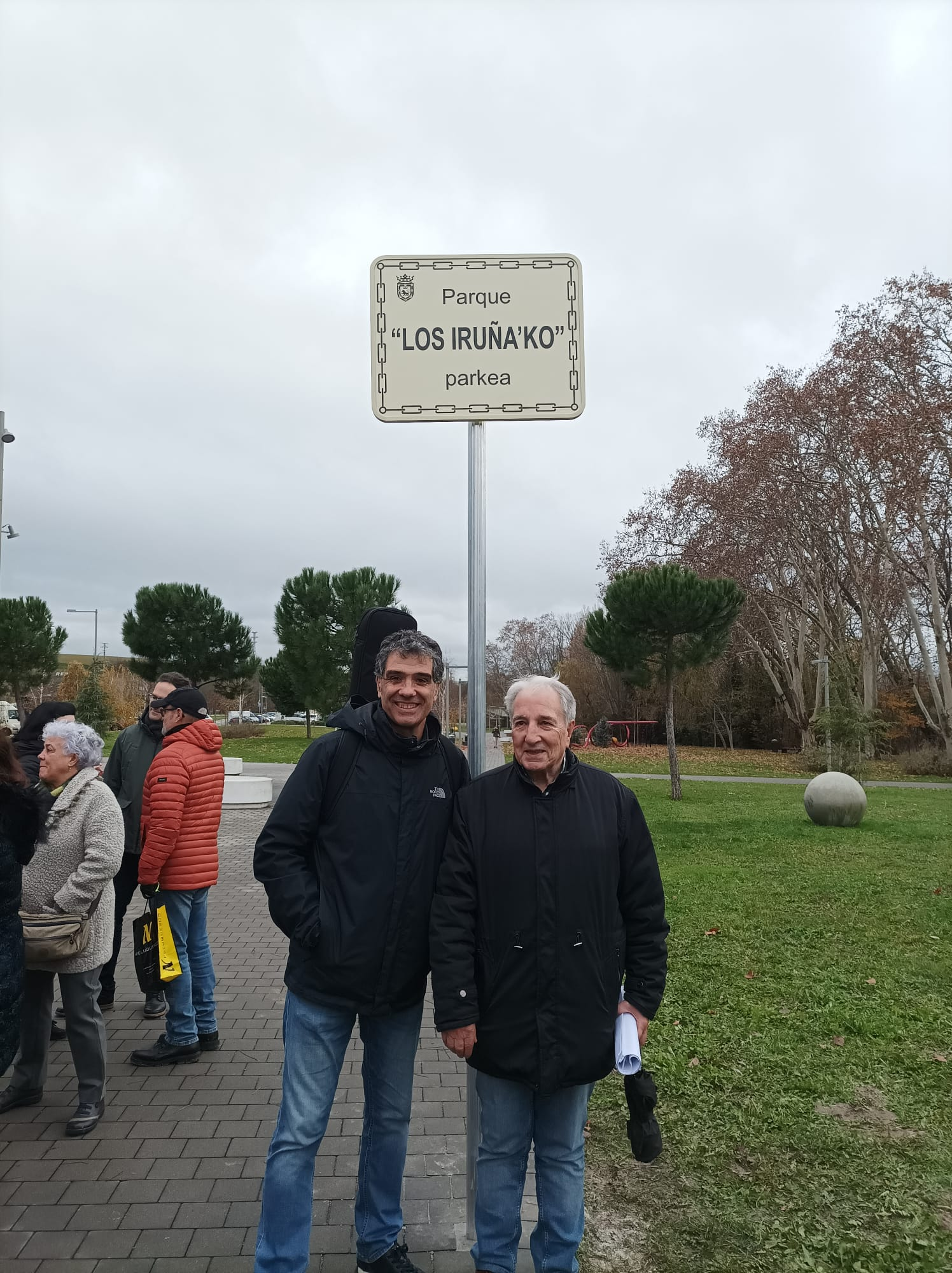
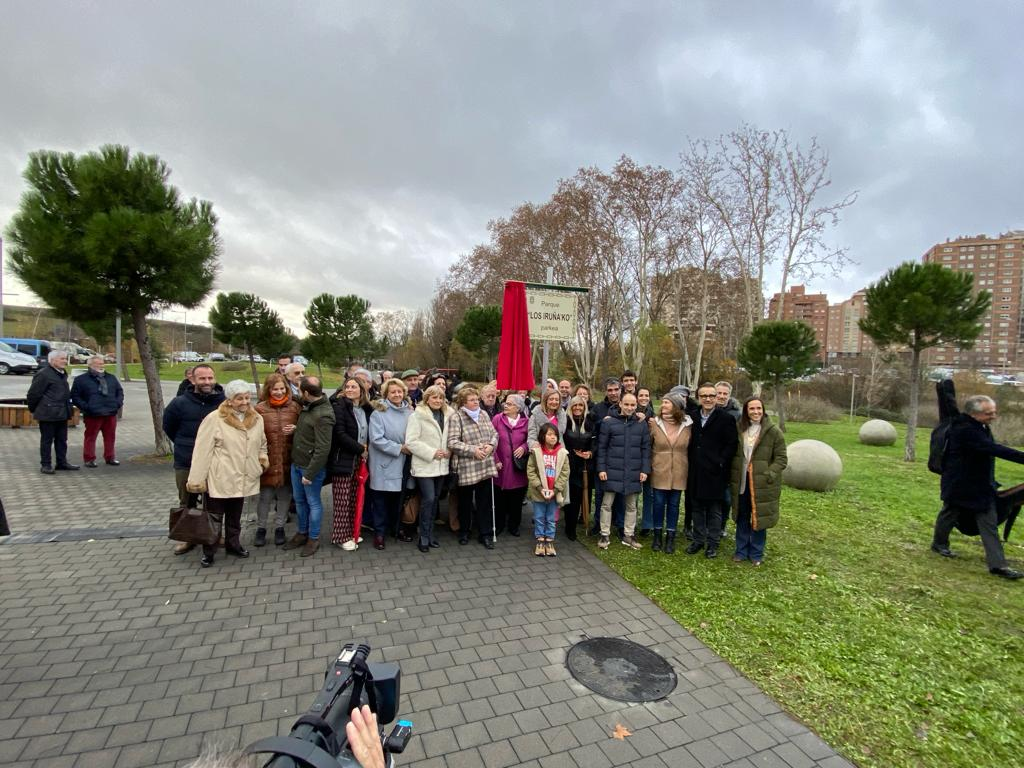
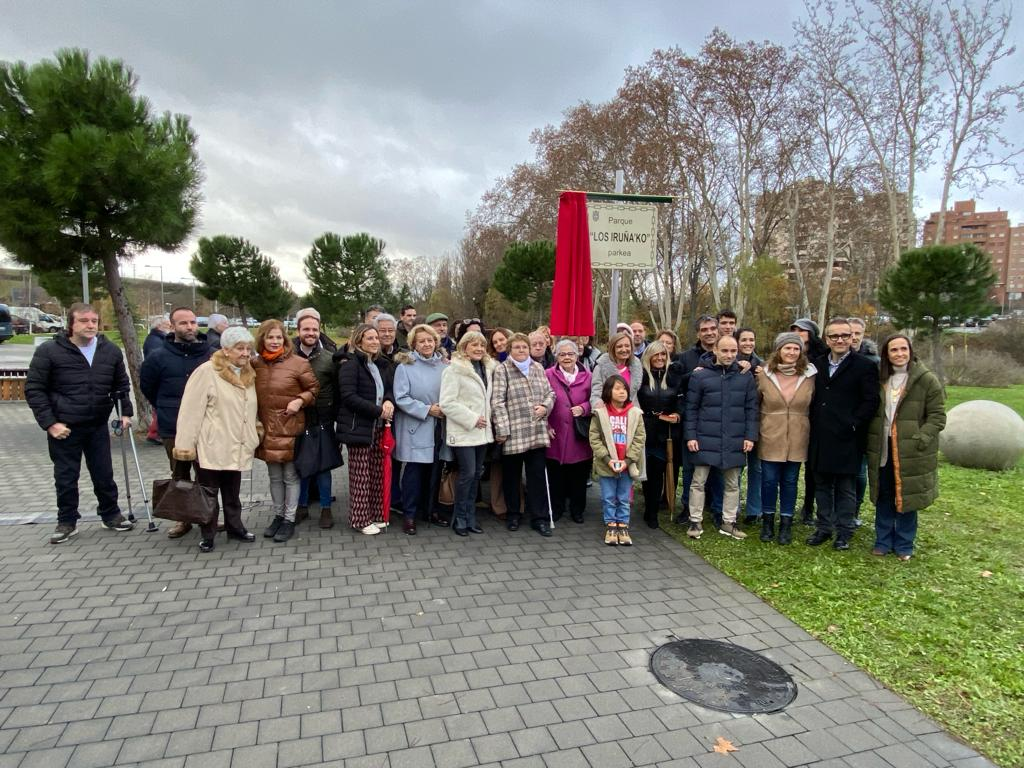